# Botond Balogh
Botond Balogh (* 6. Juni 2002 in Sopron) ist ein ungarischer Fußballspieler.

## Karriere

### Verein
Nachdem Balogh in seiner Jugend erst bei Nagycenk SE gespielt hatte und dann zum SC Sopron gegangen war, wechselte er im August 2015 zum MTK Budapest und durchlief dort alle weiteren U-Mannschaften bis zur U19. Im August 2019 schloss er sich Parma Calcio in Italien an, zur Saison 2020/21 rückte er in die erste Mannschaft auf. Sein Ligadebüt in der Serie A hatte er am 31. Oktober 2020, als er bei einem 2:2 gegen Inter Mailand in der Startelf stand. Nach weiteren vereinzelten Einsätzen in der laufenden Saison kam er nach dem Abstieg seiner Mannschaft in der Serie B nur selten zum Einsatz. Ab der Spielzeit 2022/23 folgte eine größere Anzahl an Einsätzen. Am Ende der Spielrunde 2023/24 schaffte er mit seinem Team die Rückkehr in die Serie A.

### Nationalmannschaft
Nach der ungarischen U15 und der U16 kam er ab September 2018 auch in der U17 zum Einsatz. Hier schaffte er mit seinem Team die Qualifikation für die Europameisterschaft 2019, Ungarn erreichte bei dem Turnier den fünften Platz. Auch bei der Weltmeisterschaft 2019 stand er im Kader und trug bei einer Partie die Kapitänsbinde, hier schied Ungarn nach der Gruppenphase aus. Nach ein paar Partien mit der U18 folgten ab September 2020 Einsätze bei der U21. Er gehörte zum Aufgebot bei der Europameisterschaft 2021 und kam in zwei Gruppenspielen zum Einsatz.
Sein Debüt in der ungarische A-Nationalmannschaft hatte er am 12. November 2021 bei einem 4:0-Sieg über San Marino in der Qualifikation für die Weltmeisterschaft 2022, als er zur 85. Minute für Endre Botka eingewechselt wurde. Im November 2023 folgte ein Einsatz in der Qualifikation für die Europameisterschaft 2024. Später wurde er von Nationaltrainer Marco Rossi in den Kader für die Europameisterschaft 2024 berufen.